# 宁武府
宁武府，清朝时设置的府。

宁武府在山西省的位置（1820年）

雍正三年(1725年)置，治所在宁武县(今属山西省)。下领四县：宁武县、偏关县、神池县、五寨县，辖境约当今山西省内长城以南，偏关县、五寨县以东，云中山以西、以北地。考评：冲。辛亥革命后，全国废府，废。